# 白いチューリップ
「白いチューリップ」（しろいチューリップ）は、日本のロックバンド・L'Arc〜en〜Cielのベーシスト、tetsuyaがTETSUYA名義で発表した通算12作目のシングル。表題曲は2021年9月29日に配信発売。フィジカルは2021年10月10日に発売。発売元はTETSUYAの個人事務所であるGRAVIS。

## 解説
前作「愛されんだぁ I Surrender」から約3年4ヶ月ぶりとなるシングル。本作発売の前週にリリースした3rdアルバム『STEALTH』からのリカットシングルとなっている。
表題曲「白いチューリップ」は、ピアノから始まるメロディアスなバラードソングとなっている。TETSUYA曰く、この曲は本作発売の3年以上前に制作されていたという。また、この曲は、2019年に開催したライヴ「TETSUYA LIVE 2019 "THANK YOU" 4950」において、アコースティックバージョンで先行披露されており、今回収録されるにあたりバンドアレンジが施されている。なお、歌詞は、TETSUYA曰く「身近な人が亡くなった時に書いた」という。また、TETSUYAは歌詞について「同じ時期に身近な人が2人亡くなってしまって、そのことだけで出来てはいないんですけど、それをベースに、いろいろなことを併せて。ミックスされています」「その2人のことをベースにしながら、他の要素も入れているし、誰しも共感できるようなものにしていますから。完全な自分の想いだけで書いている話ではないし、フィクションとノンフィクションが混ざっている感じですね」と述べている。
なお、表題曲のタイトルは、TETSUYAが好んで観ていた海外ドラマ『FRINGE/フリンジ』（シーズン2の第17話）の副題から拝借されている。TETSUYAは、このタイトルにした経緯について「特に「白いチューリップ」（シーズン2 #17）という回は重要な物語だったと思うんですよ。観た時に凄く感動して。いつか「白いチューリップ」というタイトルで楽曲をつくりたいな、と」と本作発売当時に述べている。なお、「白いチューリップ」の花言葉は＜失われた愛＞であり、これも歌詞の一つのテーマになっているという。TETSUYAは、本作発売当時に受けたインタビューで「花言葉が"失われた愛"なんで、僕の経験したことを…。まぁ、ひとつの話ではないんですけど、今までの人生で経験したことをいろいろミックスして。ひとつの物語に、僕という人間を通して」と述べている。
フィジカル発売の約2週間前となる2021年9月29日より、各種音楽配信サイトにおいて表題曲のダウンロード・ストリーミング先行配信が開始された。また、配信開始日には公式YouTubeアーティストチャンネルにおいて、ミュージック・ビデオが無料公開されている。
本作は、2002年に発表したシングル「15 1/2 フィフティーンハーフ」以来の数量限定シングル（CD+BD）として発売されている。また、本作は、2021年10月10日にソロ名義で開催したライヴ「TETSUYA LIVE 2021 "THANK YOU"」およびL'Arc〜en〜Cielが開催したライヴツアー「30th L'Anniversary TOUR」の会場、そして同バンドの公式グッズ販売サイト限定で販売されている。なお、付属のBlu-rayには、表題曲のミュージック・ビデオとMVのメイキング映像が収録されている。余談だが、本作は一般流通にのせられていないため、ソロ名義の作品で唯一、セールスチャート集計外のシングルとなっている。

## 収録曲
| #  | タイトル                                                          | 作詞    | 作曲    | 編曲            |
| -- | ----------------------------------------------------------------- | ------- | ------- | --------------- |
| 1. | 「白いチューリップ」                                              | TETSUYA | TETSUYA | 陶山隼・TETSUYA |
| 2. | 「白いチューリップ -Instrumental-」                               |         | TETSUYA | 陶山隼・TETSUYA |
| 3. | 「白いチューリップ (Acoustic ver.) -LIVE 2019 "THANK YOU" 4950-」 | TETSUYA | TETSUYA | -               |

## 付属Blu-ray Disc
1. 「白いチューリップ」Music Clip
ディレクター：大喜多正毅
2. The Making of "白いチューリップ -Music Clip-"

## 参加ミュージシャン
- 白いチューリップ
  - TETSUYA：Vocals & Bass
  - akkin：Guitars
  - 黒田晃年：Guitar Solo
  - 石井悠也：Drums
  - 陶山隼：Piano & Synthesizer Programming

## 収録アルバム
- 『STEALTH』 (#1)

## タイアップ
白いチューリップ
- iOS/Android向けゲーム『イケメン革命◆アリスと恋の魔法』5周年記念イメージソング